# 林小雪
林 小雪（はやし こゆき、1983年6月8日 - ）は、日本の女性プロレスラー。身長144cm、体重43kg。長野県出身。現在はユッキーナのリングネームで信州プロレス所属。

## 来歴
2011年より信州プロレス女子部に参加。当時のリングネームは「ユッキーナ」で、現在も信州プロレス参戦時のリングネームとなっている。
2013年
- 信州プロレス女子部が信州ガールズプロレスリングとしてプロ化するに当たり、それまで勤務していたアパレルを退社し、埼玉県蕨市のアイスリボン道場で練習を始める。
- 8月10日、アイスリボン道場マッチにてつくしとエキシビション[2]。
- 8月20日、アイスリボン道場マッチにてデビュー査定マッチとしてアイスリボンの練習生弓李とエキシビションで1本取り、デビューが決まった[3]。
- 8月23日、アイスリボン道場マッチにてつくし戦でデビューするもトゥインクルスターロックを受けギブアップ[1][4]。
- 8月25日、後楽園ホール大会にて6人タッグイリミネーションマッチで、これがデビュー戦となった弓李にスモールパッケージでフォールされる[5]。
- 9月4日、アイスリボン道場マッチにて弓李とシングルで対戦し、丸め込んでプロ初勝利[6]。
- 9月8日、松本市総合体育館における信州プロレス「無茶フェス in 松本」で行われた信州ガールズ旗揚げ戦で新田猫子と組み、豊田真奈美&つくし組と対戦、つくしの変形弓矢固めにギブアップ[7]。

2014年
- 5月11日、川崎のディアナに初参戦。道場マッチで青野敬子とシングルも敗戦。

2018年
- 5月20日、「無茶フェス2018 in 佐久」にて林小雪としてのラストマッチを行う。ただし、信州プロレス所属のユッキーナとしては今後も活動を続ける。

## 得意技
- 逆さ押さえ込み
- オクラホマロール
- スクールボーイ

## その他
- 信州プロレスでは試合だけでなく、レフリー・実況等もこなす。
- 2013年には幸せ!ボンビーガールに星ハム子とともに出演し、信州ガールズの名を世間に(少し)轟かせた。
- さかえ倶楽部スキー場アンバサダー。